# Kokutkowce
Kokutkowce (ukr. Кокутківці) – wieś na Ukrainie w rejonie tarnopolskim należącym do obwodu tarnopolskiego. 
W II Rzeczypospolitej wieś powiecie tarnopolskim województwa tarnopolskiego. 
W lutym 1940 NKWD zesłało na Syberię 3 polskie rodziny (15 osób). W latach 1943–1944 nacjonaliści ukraińscy z OUN-UPA zamordowali tutaj 19 Polaków i 3 Ukraińców.
Do 2020 w rejonie zborowskim.